# Costa Orville

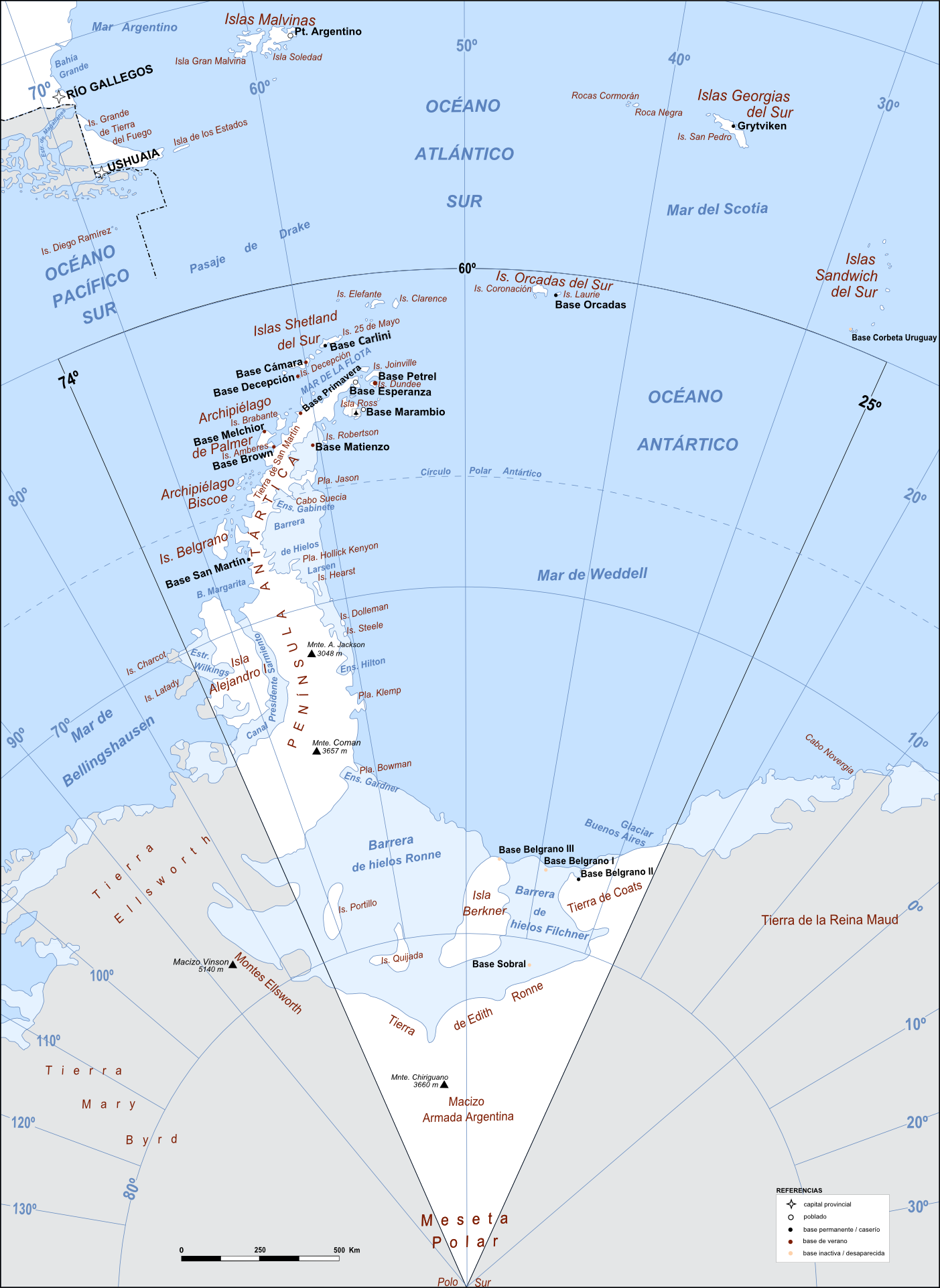
Localización de la costa Orville al sur de la península Bowman.

La costa Orville (del inglés: 'Orville Coast') es la porción de la costa sudeste de la península Antártica sobre la barrera de hielos Ronne en el mar de Weddell y en la Tierra de Palmer, entre el cabo Adams (75°04′S 62°20′O / -75.067, -62.333) en el extremo sur de la península Bowman, límite con la costa Lassiter, y el cabo Zumberge (76°14′S 69°40′O / -76.233, -69.667), límite con la costa Zumberge. Los Antartandes separan a la costa Orville de la costa English ubicada del lado occidental de la península Antártica.
De acuerdo a la base de datos del Comité Científico para la Investigación en la Antártida (SCAR), que registra los topónimos antárticos publicados por diversos países, la base de la península Antártica y de la Tierra de Palmer es definida por el US-ACAN de Estados Unidos como una línea que parte del cabo Adams, que la separa de la Tierra de Ellsworth. Esta definición deja a la costa Orville como parte de la Tierra de Ellsworth. El Reino Unido hasta 2009 acordó con esa definición estadounidense, pero para reflejar con más exactitud la extensión de la península Antártica e incluir un sector sin denominación, movió unos 300 km hacia el sur el límite de la península y de la Tierra de Palmer a una línea que parte de la línea de conexión a tierra de la corriente de hielo Evans (aprox. 76°34′S 75°00′O / -76.567, -75.000) en la costa Zumberge. Esta definición excluyó a la costa Orville de la Tierra de Ellsworth.
La Expedición de Investigación Antártica Ronne, dirigida por el capitán de fragata Finne Ronne, fotografió desde el aire esta costa en 1947. Ronne la denominó Orville Escarpment en honor al capitán Howard T. Orville del Servicio Aerológico Naval, participante del programa meteorológico, pero luego fue renombrada costa Orville.

## Reclamaciones territoriales
Argentina incluye a la costa Orville en el departamento Antártida Argentina dentro de la provincia de Tierra del Fuego, Antártida e Islas del Atlántico Sur; para Chile forma parte de la Comuna Antártica de la provincia Antártica Chilena dentro de la Región de Magallanes y de la Antártica Chilena; y para el Reino Unido integra el Territorio Antártico Británico. Las tres reclamaciones están restringidas por los términos del Tratado Antártico.
Nomenclatura de los países reclamantes:
- Argentina: -
- Chile: Acantilados Orville
- Reino Unido: Orville Coast